# Haploscoloplos panamensis
Haploscoloplos panamensis är en ringmaskart som beskrevs av Monro 1933. Haploscoloplos panamensis ingår i släktet Haploscoloplos och familjen Orbiniidae. Inga underarter finns listade i Catalogue of Life.